# Reino de Surparaka
El país de Surparaka es un reino mítico, fundado en el sur de la India por el dios Parasúrama (también conocido como Bhargava Rama) cerca de la desembocadura del río Narmada en el Mar Occidental. Este reino es mencionado en el texto épico Majábharata.
Parashúrama tiró su hacha (parashú) al mar, y en el lugar emergió una gran zona de tierra. La gente en el estado indio de Kerala se ha apropiado de este mito, y dicen que Kerala es la antigua Surparaka.